# 3040 Kozai
3040 Kozai este un asteroid descoperit pe 23 ianuarie 1979 de William Liller.